# Ciampa heteromorpha
Ciampa heteromorpha là một loài bướm đêm trong họ Geometridae.